# مانيكي-نيكو

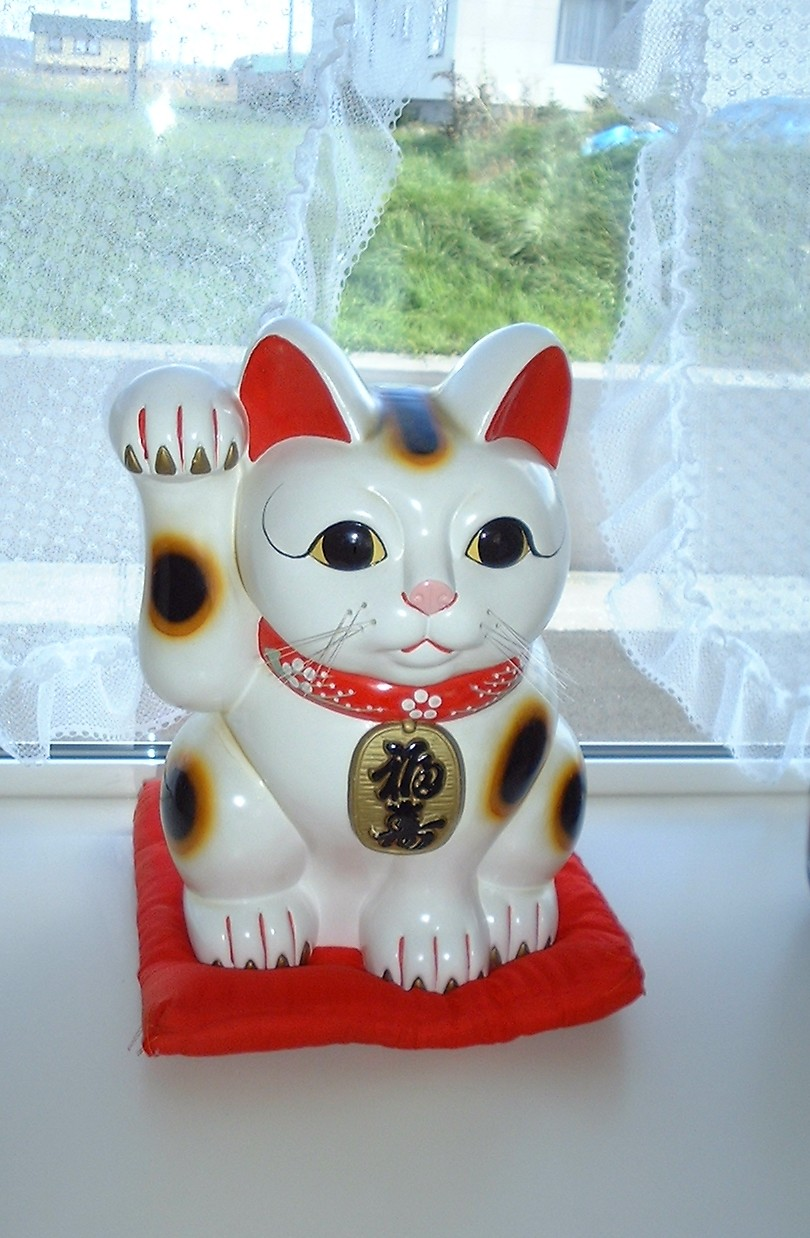
مانيكي-نيكو

مانيكي - نيكو (招き猫 ، حرفيا 'القط الذي يومئ) هو تمثال ياباني شائع يُعتقد غالباً أنه يجلب الحظ الطيب للمالك.
في العصر الحديث، عادة ما تكون مصنوعة من السيراميك أو البلاستيك. يصف التمثال قطة، عادةً قطة (كاليكو) ذات ذيل قصير (بوبتال) مع كف مرفوع بوضعية الإيماءة اليابانية. وغالباً ما يتم عرض التماثيل في المتاجر والمطاعم وصالونات باتشينكو والمصبغات والمغاسل والحانات والكازينوهات والفنادق والملاهي الليلية وغيرها من الأعمال، والتي تقع غالبا بالقرب من المدخل. وقد تم تجهيز بعض مانيكي - نيكو الآن بكف ميكانيكي يتحرك ببطء إلى الخلف والأمام.
تأتي مانيكي - نيكو بألوان وأنماط مختلفة وتختلف بدرجات التفاصيل. الألوان الشائعة هي الأبيض والأسود والذهبي. وبالإضافة إلى التماثيل، يمكن العثور على مانيكي-نيكو في شكل سلاسل مفاتيح، والحصالات، ومعطرات الهواء، والقدور، والعديد من الوسائل الأخرى. في بعض الأحيان يشار إلى مانيكي-نيكو ببساطة باسم «القطط المحظوظة».

## السمات المشتركة

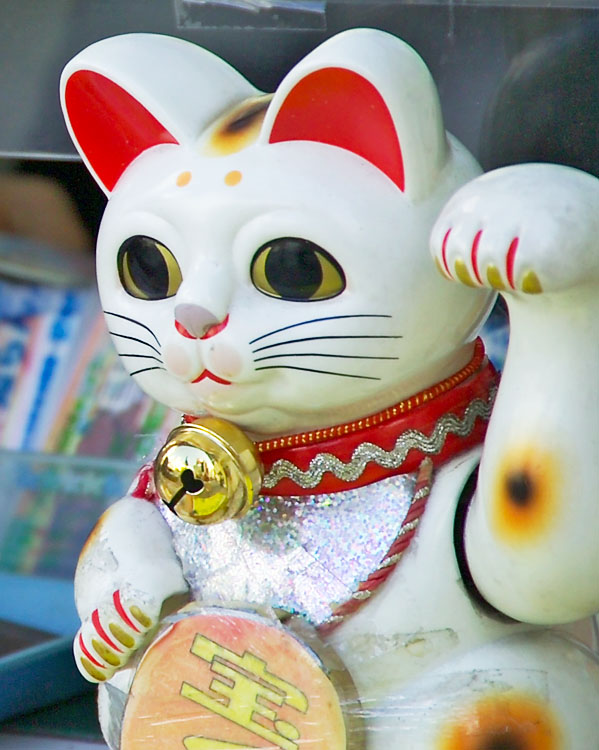
مانيكي-نيكو "الذي يعمل بالذراع الآلي يغري العملاء لشراء تذاكر اليانصيب في طوكيو، باليابان"

مانيكي- نيكو يصور عادة جالسًا، ممسكًا بعملة كوبان، مع كف واحد مرفوع في وضعية إيماءة.بالنسبة لبعض الغربيين (الإيطاليين والأسبان استثناءات ملحوظة) قد يبدو الأمر وكأن مانيكي-نيكو يلوح بدلا من أن يومئ  ويرجع هذا إلى الاختلاف في اللفتات ولغة الجسد التي يعترف بها بعض الغربيين واليابانيين. يتم عمل وضعية الإيماء اليابانية عن طريق رفع اليد، راحة اليد لأسفل، ثم طي الأصابع لأسفل ثم للخلف بشكل متكرر، هكذا مظهر القطة. بعض مانيكي- نيكو التي تصنع خصيصا لبعض الأسواق الغربية سيكون لديها كف القط موجه لأعلى، في إشارة إلى إيماءة أكثر ألفة لمعظم الغربيين.
يمكن العثور على مانيكي - نيكو مع رفع الكف الأيمن أو الأيسر (وأحيانا كليهما). إن أهمية رفع الكف الأيمن والأيسر يختلف مع الوقت والمكان. تمثال مع الكف الأيسر مرفوع هو الحصول على المزيد من العملاء، في حين أن رفع الكف اليمين هو الحصول على المزيد من المال. ومن ثم يقال أيضا الكف الأيسر هو للعمل واليمين هو للمنزل.
تتميز بعض مانيكي-نيكو بوجود أذرع متحركة تعمل بالبطاريات أو بالطاقة الشمسية لا تتوقف عن العمل في وضعية الإيماءة.

### الألوان
في الأصل، كان مانيكي- نيكو أبيض، ولكن على مر السنين وبمزيج من فينغ شوي، ولدت اختلافات ألوان مختلفة. اللون الأبيض الأصلي هو للحصول على حظ جيد وثروة جيدة بشكل عام، في حين أن الأسود هو لدرء الشر، والأحمر هو للصحة الجيدة، والأصفر أو الذهبي للثروة، والوردي هو للرومانسية. 

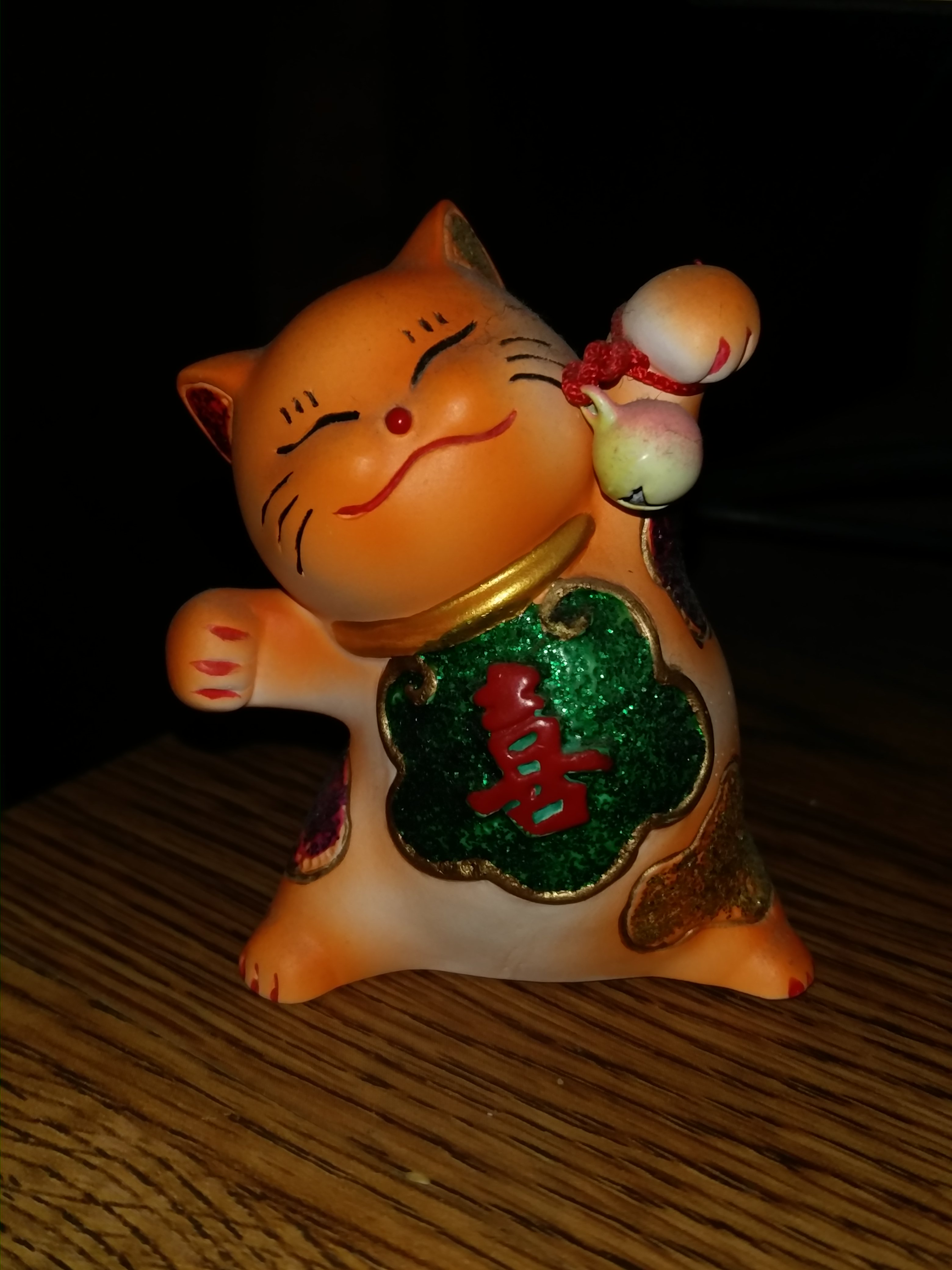
مانيكي-نيكو برتقالي سعيد مع طوق يقرع جرس

### التركيب
الأمثلة العتيقة على مانيكي - نيكو قد تكون مصنوعة من الخشب المنحوت ومن الحجر والمعدن والخزف اليدوي أو الحديد الزهر. 

## الأصل

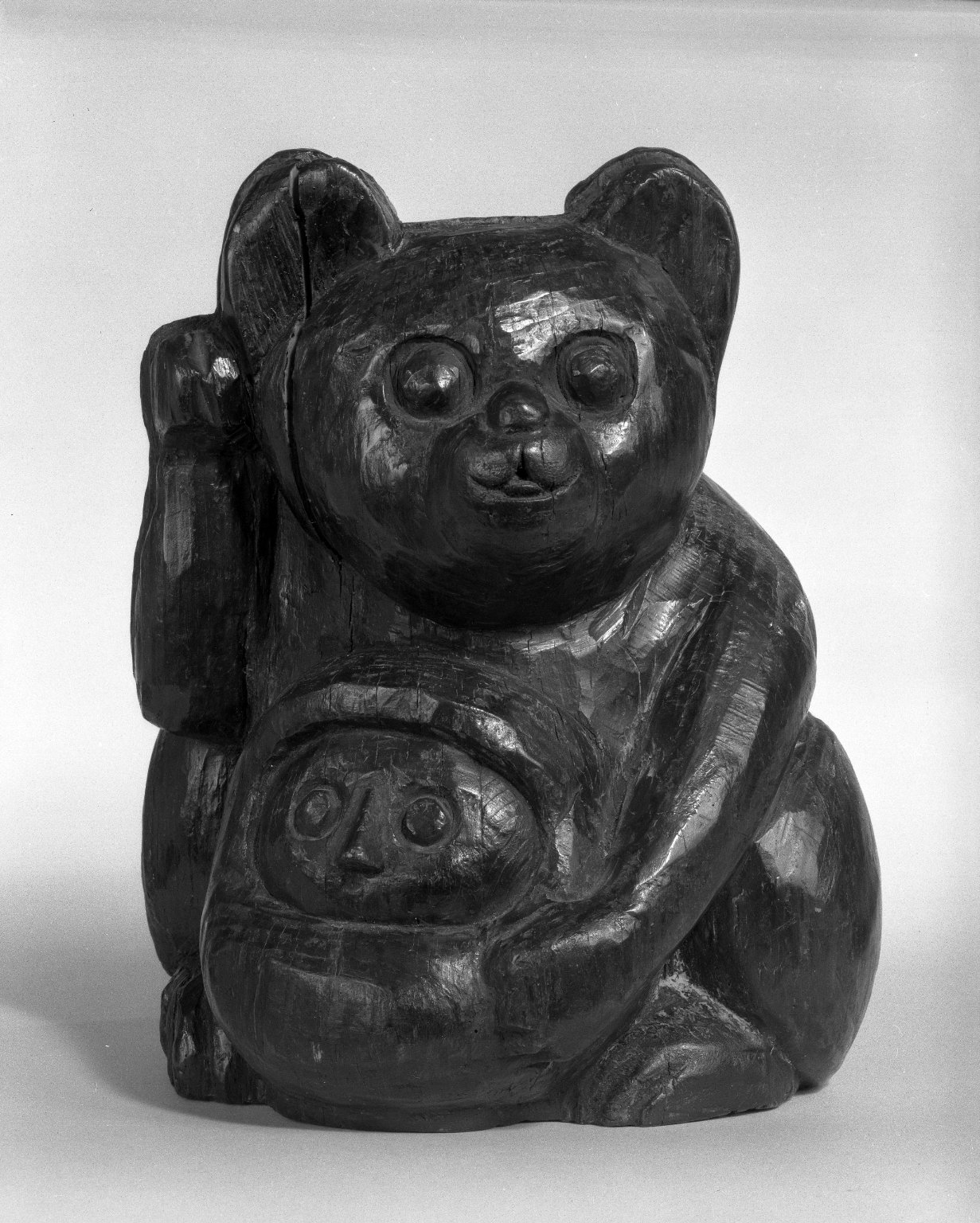
قالب خشبي لشخصية "ميانيكي-نيكو" و"أوكاجاري-كوبوشي داروما" من فترة إيدو، القرن الثامن عشر متحف بروكلين.

### التاريخ

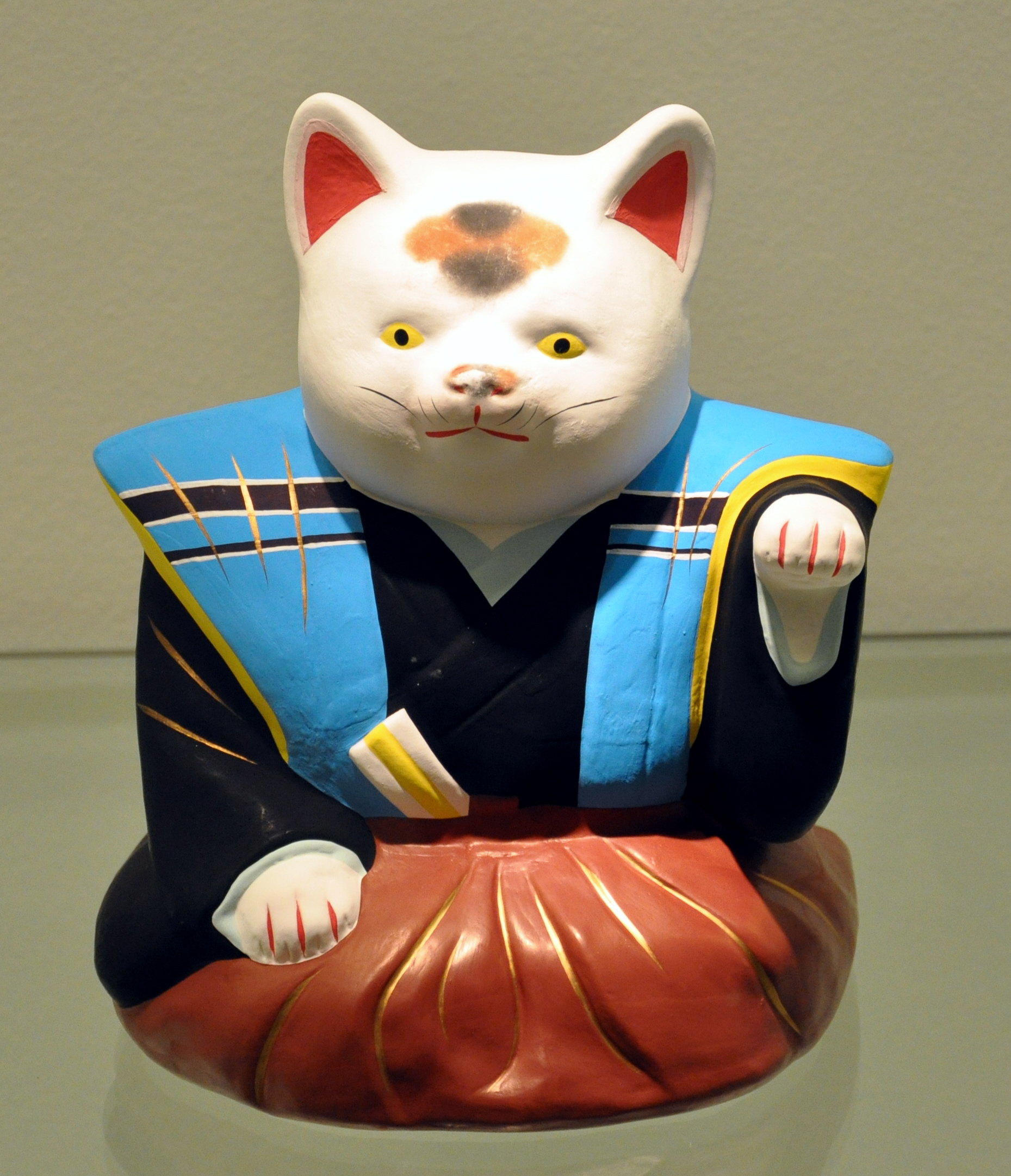
فوشيمي دمية الطين من تانكا

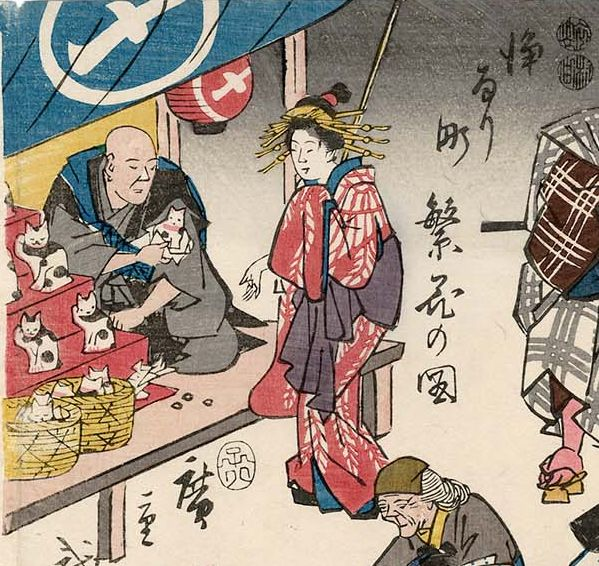
لوحة اليوكيو "جوروري-ماشي هانكا نو زو" أوتاكو هيروشيجي عام 1852

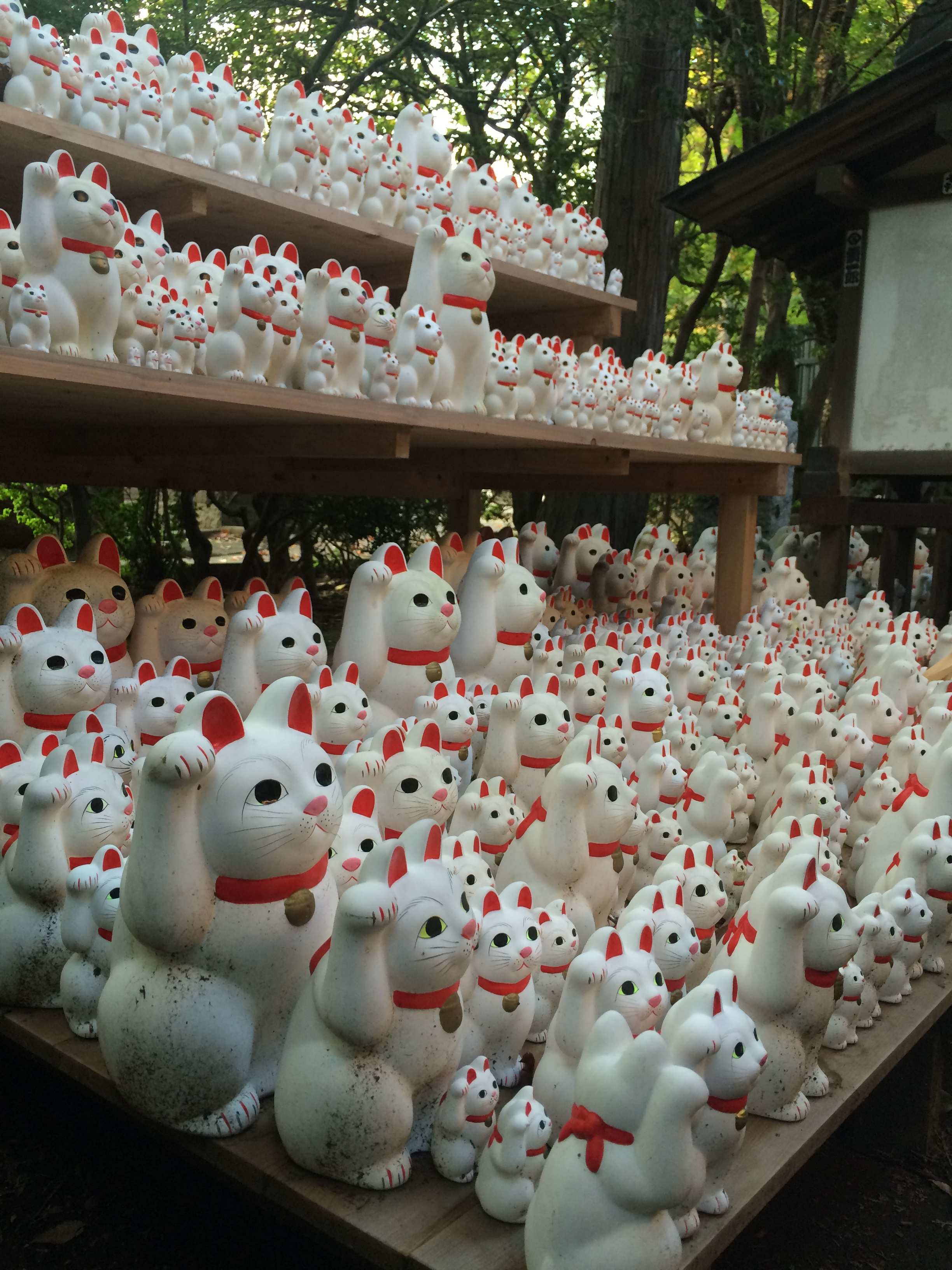
مانيكي-نيكو مخصص لبوذا في معبد جوتوكو-جي في طوكيو، اليابان

الاعتقاد الشائع أن مانيكي-نيكو نشأت في طوكيو (التي كانت تسمى آنذاك إيدو)، في حين يصر البعض على أنه كان كيوتو.  ظهرت مانيكي- نيكو لأول مرة خلال الجزء الأخير من فترة إيدو في اليابان. وتظهر السجلات الأولى لمانيكي- نيكو في بوكو نينبيو (تسلسل زمني لإيدو) في 1852.ويصور أوتاجاوا هيروشيجي في لوحة اليوكيو «جوروري-ماشي هانكا نو زو»، الذي تم رسمها أيضاً في عام 1852 ماروشامي - نيكو، وهو نوع من مانيكي-نيكو، والذي يُباع في معبد سينسو، طوكيو. وفي عام 1876 أثناء حقبة ميجي، ذكر في مقال صحفي، وتواجدت هناك أدلة على أن مانيكي-نيكو، الذي يرتدي ملابس كيمونو، وزع في ضريح في أوساكا خلال هذا الوقت. وفي عام 1902 أشار إعلان لمانيكي-نيكو إلى أنها كانت شعبية بحلول نهاية القرن. وفيما عدا هذا فإن الأصول الدقيقة لمانيكي-نيكو غير مؤكدة.
وقد لاحظ البعض أوجه التشابه بين إيماءة مانيكي - نيكو والقط التي يغسل وجهه. حيثُ هناك اعتقاد ياباني بأن القط التي يغسل وجهه يعني أن الزائر سيصل قريبًا. وقد يرتبط هذا الاعتقاد بدوره بفعل صيني أقدم ينص على أنه إذا ما غسل القط وجهه فإنها ستمطر. وبالتالي، من الممكن أن ينشأ اعتقاد بأن رمز القط الذي يغسل وجهه قد يجلب العملاء.
في كتابه «مورسلي متنوع من يوييانغ»، كتب مؤلّف أسرة تانغ الصينية دوان شينغشي (803-863) كتب: «إذا رفع القط كفه أعلى من أذنيه وغسل وجهه، فسيأتي الزبائن». تم العثور على تماثيل للقطط التي تغسل أذنيها (على الرغم من أنها تختلف كثير في شكلها عن مانيكي - نيكو) تم العثور عليها في وقت مبكر من عهد أسرة وي الشمالية (386-534 م).
هناك العديد من الأساطير عن ولادة مانيكي - نيكو، والتي من أكثرها شعبية أسطورة معبد جوتوكو-جي. التي تحكي أن في القرن السابع عشر، عاش راهب فقير في معبد زين الصغير في سيتاغايا، طوكيو.
على الرغم من أن حياته كانت صعبة للغاية، إلا أنه شارك وجبته الضئيلة مع قطته الأليف التي ضلت طريقها إلى المعبد. وفي إحدى الأيام، كان اللورد ساموراي الثاني ناوتاكا من مقاطعة هيكون دومان في طريقه إلى الصيد عندما هبت عاصفة فجأه، وكان عليه أن يبحث عن ملجأ تحت شجرة كبيرة بالقرب من المعبد. وبإيوائه هناك، لاحظ القط، رافعًا أحد كفيه كما لو كان يأشر إليه إلى المعبد.ومن الغريب أنه ترك ملجأه وتوجه إلى المعبد لإلقاء نظرة أفضل على هذه القط الغريب. وبمجرد أن فعل هذه، دمر برق الشجرة التي كان يقف أسفلها للتو. ناوتاكا كان شاكرا جدا، وأصبح راعيا للمعبد، وأصلحه ليصبح أكثر اتساعا. عندما مات القط، دفن في مقبرة خاصّة للقطط. وفي المعبد، تم صنع تمثال لمانيكي نيكو لإحياء ذكرى هذه القط المميزة الذي يحظى بالتبجيل منذ ذلك الحين.
أو كبديل لذلك، وطبقا للرواية الشعبية لمشغل إحدى المتاجر الفقيرة (نزل أوحانة أو معبد، إلى آخر ذلك)الذي تولى قط شارع جائع رغم أنه بالكاد كان لديه ما يكفي لإطعام نفسه.وللتعبير عن الامتنان جلس القط في مقدمة المتجر ليحيي العملاء، وبالتالي جلب الرخاء كمكافأة للمالك الخيري. حتى بعد ذلك، كان «االقط الذي يومئ» رمزًا للحظ الجيد بالنسبة لأصحاب الأعمال الصغيرة. 

## في الثقافة الشعبية

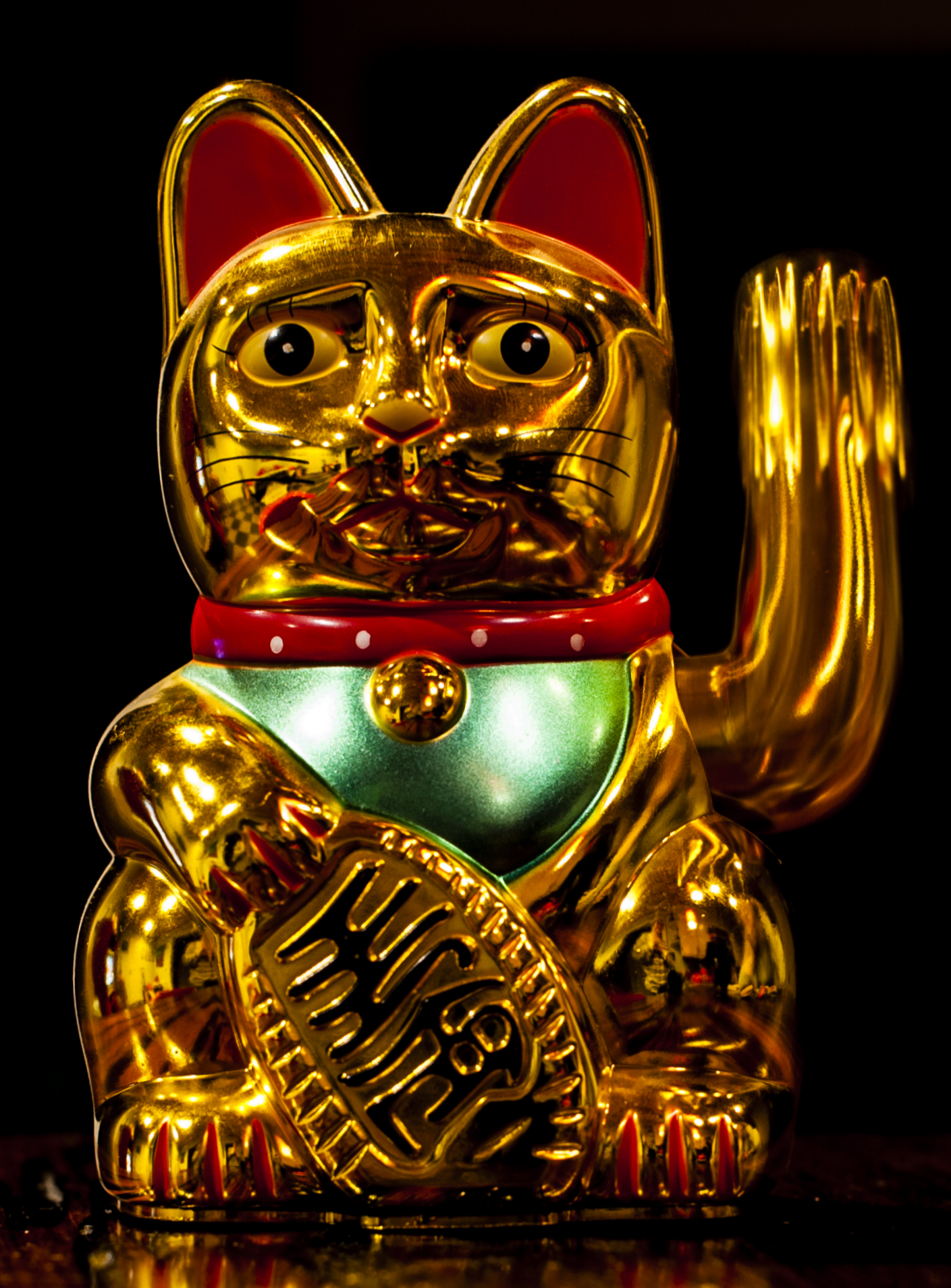
"مانيكي-نيكو" الصينية مع ذراع متحركة تعمل بالبطارية

تشير الخرافة اليابانية الحديثة إلى أن الاحتفاظ بتميمة حسن الحظ، مثل مانيكي-نيكو، في غرف النوم وأماكن الدراسة، سوف يحقق نتائج إيجابية ونجاحات في الحياة.[citation needed] وبسبب شعبيته في الجاليات الصينية والفيتنامية (بما في ذلك الحي الصيني في الولايات المتحدة)  مانيكي-نيكو غالبا ما يتم اخطأه بكونه صيني في الأصل بدلا من اليابانية، ويُشار إليه بشكل غير صحيح باسم «القطة الصينية المحظوظة»  أو جامو jnāmo («القط الذهبي»). وهذا القط سائد أيضا في الصين محليا، وعادة ما يشار إليه باسم الصينية المبسطة:招财猫 ؛ الصينية التقليدية 招財pinyin: zhāocáimāo. بوكيمون الذي سميَ ميوث يستند إلى مانيكي-نيكو.
قامت نيتا (Netta) بأداء أغنيتها «لعبة» أمام جدارين ممتلئين مانيكي- نيكو في مسابقة يوروفيجن للأغنية لعام 2018. وفازت بالمسابقة بعد جمع 529 نقطة في المباراة 